# Хакер (фільм)
Хакер (англ. Blackhat, попередня назва — англ. Cyber) — американський фільм, в жанрі кримінального, шпигунського детектива-трилера та драми. Надійшов у прокат в другій половині січня 2015 року. 

## Анотація
В світі, де панує кіберзлочинність, хакери стають однією з найголовніших загроз. Після серії гучних зламів секретних серверів, американські і китайські спецслужби об'єднують зусилля, аби зупинити комп'ютерних геніїв-зловмисників. 
Відпущений злочинець і його американські та китайські партнери полюють на високо-технологічну кримінальну кібер-мережу від Чикаго та Лос-Анджелеса до Гонконга та Джакарти. 

## Назва фільму
Попередня назва фільму була англ. «Cyber» — Сайбер/Кібер. Проте остаточно утвердили назву англ. «Blackhat».
В українському прокаті фільм названий «Хакер», в оригіналі фільм має назву англ. "Blackhat", дослівний переклад — «чорний капелюх». Вираз походить від сучасної англійської ідіоми про хакерів, котрі взламують комп'ютерні захисні системи з дріб'язкової причини, помсти чи особистої вигоди, є синонімом кібер-злочинців. Також вирізняють інші типи хакерів «(англ. white hat)», «(англ. grey hat)», «(англ. Blue hat)».
В деяких країнах фільм вийшов в прокат під назвами: «Кібер», «Блекхет — загроза з Мережі», «Програміст». 

## Ролі
|  |  |

Зірковий склад: 
- Кріс Гемсворт — Ніколас Газвей (головний герой)
- Віола Девіс — Керол Барретт
- Тан Вей[en] — Лінь Чен
- Джон Ортіс — Генрі Поллак
- Вільям Мейпотер[en] — Річ Донагью
- Сара Фінлі — (агент ФБР)
- Голт МакКеллані — (протистоїть Газвею)
- Джейсон Батлер Гарнер[en] — Френк
- Річі Костер[en] — Каззар
- Йорік ван Ваґенінґен[en] —
- Трейсі Чімо — (секретар)
- Вонг Ліігом[en] — Чен Давай
- Спенсер Ґарретт[en] — Ґері Бейкер
- Арчі Као[en] — Шум
- Брендон Молейл[it] — Сорт Ґуард
- Менні Монтана[en] — Лозано

## Український Дубляж
- Студія: LeDoyen Studio
- Перекладач: Олег Пашин

Ролі дублювали:
- Кріс Гемсворт / Ніколас Гетевей — Дмитро Гаврилов
- Віола Девіс / Керол Берретт — Ольга Радчук
- Голт МаКеллані / Марк Джессап — Володимир Кокотунов
- Енді Он / Алекс Трен — Олександр Погребняк
- Джон Ортіз / Генрі Поллак — Андрій Альохін
- Спенсер Ґаррет / Ґарі Бейкер — Олег Лепенець
- Йорік ван Ваґенінґен — Сергій Солопай
- Кірт Кашіта / Пол Вен — можливо Михайло Кукуюк
- Вільям Мейпотер / Річ Донагю — Ігор Волков

А також: Дмитро Бузинський, Дмитро Вікулов, Людмила Ардельян,

## Зйомки
Зйомки фільму з робочою назвою «Кібер» розпочалися 25 вересня 2013. Через рік — 26.07.2014 на фестивалі San Diego Comic-Con було представлено трейлер та оголошено нову назву — «Блекхат». 
Зйомки кібер-триллеру проходили на двох континентах: в США (Лос-Анджелес та Нью-Йорк), в Китаї (Гонконг), Малайзії (Куала-Лумпур), Індонезії (Джакарта). .

## Сприйняття

### Критика
Фільм отримав змішано-негативні відгуки: Rotten Tomatoes дав оцінку 31 % на основі 109 відгуків від критиків (середня оцінка 4,7/10) і 34 % від глядачів зі середньою оцінкою 2,7/5 (12,454 голоси). Загалом на сайті фільм має негативний рейтинг, фільму зарахований «гнилий помідор» від кінокритиків і «розсипаний попкорн» від глядачів, Internet Movie Database — 5,5/10 (1 235 голосів), Metacritic — 49/100 (32 відгуки критиків) і 6,0/10 від глядачів (15 голосів). Загалом на цьому ресурсі від критиків і від глядачів фільм отримав змішані відгуки.

### Касові збори
Під час показу у США, що розпочався 16 січня 2015 року, протягом першого тижня фільм був показаний у 2,567 кінотеатрах і зібрав 3 901 815 $. Станом на 25 січня 2015 року показ фільму триває 10 днів (1.4 тижня) і за час показу фільм зібрав у планетарному прокаті 11,397,125 доларів США (в т.ч. 7,097,125 $) при бюджеті 70 млн $.